# Villemur
Villemur è un comune francese di 65 abitanti situato nel dipartimento degli Alti Pirenei nella regione dell'Occitania.
Nel suo territorio comunale vi è la sorgente del fiume Gimone.

## Società

### Evoluzione demografica
Abitanti censiti